# Plusmacher
Plusmacher (bürgerlich Remy Haedecke, * 1. April 1987 in Magdeburg), früher Der Plusmacher, ist ein deutscher Rapper aus Magdeburg.

## Leben
Der Plusmacher wuchs in Magdeburg in eher ärmlichen Verhältnissen auf. Er hielt sich häufiger am Hasselbachplatz in Magdeburg auf, wo er auch einen Großteil seiner Freunde hatte. In diesem Umfeld begann er bereits in seiner Jugend mit dem Rappen und spielte einige Konzerte in kleinen Clubs. Zwischen 2011 und 2012 zog er nach Berlin. Über die Rapmusik lernte er auch Kontra K kennen. Im November 2012 erschien sein Debütalbum BWL – Bordsteinwirtschaftslehre über das Label recordJet. Als Features sind neben Kontra K Pierre Sonality, Doz9 und Sonne Ra vertreten.
2014 erschien das zweite Album FSW – Freie Schwarzmarktwirtschaft, diesmal mit Olexesh, Marvin Game, Asek, Karate Andi und Krasher77, Über das Album kommt er in Kontakt mit Xatar, der ihn als erstes Signing auf seinem Label Kopfticker Records unter Vertrag nahm. Dabei handelt es sich um ein Sublabel von Alles oder Nix Records, das für alles gedacht ist, was nicht unbedingt zur Ausrichtung des Hauptlabels passt. Dort erschienen 2016 und 2017 die Alben Die Ernte und Kush Hunter, die Platz 12 und 11 der deutschen Albumcharts erreichten.
2017 gründete Plusmacher sein eigenes Label GOLDBR€ULER RECORDS und veröffentlichte darauf sein bis dato erfolgreichstes Album Hustlebach. Musikalisch wird er seit Kush Hunter dabei vor allem von Produzent The BREED unterstützt.

## Musikstil
Plusmacher bedient sich eines Old-School-Hip-Hop-Stils mit Texten, die von Kleinkriminalität und dem Leben auf der Straße handeln. Dabei lehnt er sich vor allem an den Westcoast der 1990er-Jahre an. Die Texte handeln überwiegend vom Drogendealen und dem Konsum von Marihuana. Er versucht, sich vor allem realistisch darzustellen und behandelt wenig abstrakte Themen.

## Diskografie
| Jahr | Titel                               | Label               | Anmerkung                               |
| ---- | ----------------------------------- | ------------------- | --------------------------------------- |
| 2012 | BWL / Bordsteinwirtschaftslehre     | OFDM                | Erstveröffentlichung: 28. November 2012 |
| 2014 | Fsw // Freie Schwarzmarktwirtschaft | OFDM                | Erstveröffentlichung: 08. April 2014    |
| 2016 | Die Ernte                           | Kopfticker Records  | Erstveröffentlichung: 15. April 2016    |
| 2017 | Kush Hunter                         | Kopfticker Records  | Erstveröffentlichung: 17. Februar 2017  |
| 2018 | Hustlebach (Instrumentals)          | Goldbr€uler Records | Erstveröffentlichung: 22. Juni 2018     |
| 2018 | Hustlebach (Bonus-EP)               | Goldbr€uler Records | Erstveröffentlichung: 22. Juni 2018     |
| 2018 | Hustlebach                          | Goldbr€uler Records | Erstveröffentlichung: 22. Juni 2018     |
| 2020 | Ich kiffe und jetzt?                | Goldbr€uler Records | Erstveröffentlichung: 28. Februar 2020  |

| Jahr | Titel                  | Anmerkung                                |
| ---- | ---------------------- | ---------------------------------------- |
| 2017 | Kush Hunter Remix - EP | Erstveröffentlichung: 17. Juni 2017      |
| 2018 | Hotboxen (Remix)       | Erstveröffentlichung: 18. Mai 2018       |
| 2018 | Plattenbauromantik     | Erstveröffentlichung: 07. September 2018 |
| 2019 | Plattenbauromantik II  | Erstveröffentlichung: 23. August 2019    |